# 운명의 하루
《운명의 하루》(영어: The Sun Is Also a Star)는 미국에서 제작된 라이 루소영 감독의 2019년 청춘 로맨스 영화이다. 야라 샤히디, 찰스 멜턴, 존 레귀자모 등이 출연하였다.

## 출연
- 야라 샤히디
- 힐 하퍼
- 찰스 멜턴
- 벵가 아키나베
- 제이크 최
- 존 레귀자모
- 경 심
- 캐시 심
- 셔미카 코튼